# Матанбаал I
Матанбаал I (сер. IX ст. до н. е.) — цар міста-держави Арвад. В ассирійський джерелах відомий як Маттіну-баал. Є першим арвадським володарем, згадуваним на ім'я в наративних джерелах. Ім'я перекладається к «Подарунок Баала».

## Життєпис
Відомостей про нього обмаль. був сином або братом царя Мілкулі, що був васалом ассирійського царя Ашшур-назір-апала II. Ймовірно недовзі після сходження на трон доєднався до антиассирійської коаліції на чолі із Бен-Хададом II, царем Араму, і Ірхулені, царем Хамату. Привів до загального збору у м. Хамат 200 вояків. Брав участь у битві біля Каркару, де ассирійці не змогли зламати сили коаліції.
Нечисельне арвадське військо на думки одних дослідників може свідчити про слабкість царської влади Матанбаала I, тому він зібрав лише власні загони, на думку інших — арвадская аристократія, що мала в місті сильний вплив, вважала за краще не втручатися у боротьбу з ассирийцями, за однією теорією на той час Арвад мав незначну чисельність населення загалом.
У 845 році до н. е. ассирійський цар Шульману-ашаред III здійснив новий похід, змусивши сирійські держави підкоритися. В цей час Матанбаал I розуміючи слабкість своєї держави добровільно підкоряється Ассирії, визнаючи її зверхність. Під час нового походу, ймовірно 842/841 року до н. е. ассирійський цар відвідав Арвад, де був з пошаною прийнятий Матанбаалом I, підніс почесті місцевому божеству, а потім на арвадському кораблі здійснив поїздку морем. Висловлюється думка, що Шульману-ашаред III навіть передав Арваду якісь з захоплених володінь, розуміючи вагу цього міста на півночі Фінікії та для виходу Ассирії до моря.
Подальша доля Матанбаала I невідома.